# Who Do You Think You Are
"Who Do You Think You Are" é uma canção do girl group britânico Spice Girls. Foi co-escrito pelas integrantes do conjunto, com Paul Wilson e Andy Watkins, também conhecidos como Absolut, para o álbum de estréia das meninas, Spice, lançado em novembro de 1996. A música é fortemente influenciado pelo Europop do início da década de 1990 e tem uma batida estilo disco, que se assemelha à música do final da década de 1970. Suas letras são sobre a vida de um superstar e como alguém pode ficar preso no mundo da fama.
Em fevereiro de 1997, o grupo cantou no BRIT Awards, com "Who Do You Think You Are". O vestido da Union Jack que Geri Halliwell usou durante a apresentação, foi primeira página de vários jornais e agora é lembrado como um dos símbolos mais icônicos da Cool Britannia. "Who Do You Think You Are" tornou-se o single oficial do Comic Relief de 1997, uma versão satírica do videoclipe do grupo com Sugar Lumps, foi lançado para ajudar a arrecadar dinheiro para causas caritativas onde foi destinado todas rendas do single.
"Who Do You Think You Are" foi um sucesso comercial e crítico, com os vocais de Melanie Chisholm, recebendo elogios dos críticos de música pop. Lançado com "Mama" como um single lado A duplo em 1997, tornou-se o quarto número um consecutivo do grupo no Reino Unido, tornando-os o primeiro artista na história da parada, a ter seus primeiros quatro singles a alcançarem o número um. Além disso, foi certificado de platina pela British Phonographic Industry (BPI), e teve um desempenho internacional bem sucedido, atingindo os dez melhores em muitos países europeus e Nova Zelândia, os vinte primeiros na Austrália, França e Noruega.

## Antecedentes
Em dezembro de 1994, as Spice Girls cobraram de seus ex-empresários (a equipe de produção administrada pelo pai e filho Bob e Chris Herbert), a montarem uma apresentação na frente de empresários da indústria, produtores e homens da A&R, nos Studios Nomis em Shepherd's Bush, Londres. Entre os participantes, estava Mark Fox da Bertelsmann Music Group, ex-percussionista do grupo de new wave, dos anos 80, Haircut One Hundred. Desde a apresentação, Fox ajudou não oficialmente o grupo a obter um contato de negócio. Em maio de 1995, ele apresentou o grupo a Paul Wilson e Andy Watkins, compositores e dupla de produção conhecidos como Absolut. Fox telefonou para a dupla e os disse: "Vocês não vão acreditar, mas eu tenho o um grande artista. Elas apenas entraram na minha porta. Elas são lindas, tudo o que vocês estão procurando. Eu irei trazer elas, para que vocês possa conhece-las de imediato."
Watkins lembra a primeira vez que eles viram o grupo: "Eu vi Mark Fox. E então eu vi aquelas garotas pulando e correndo. E elas pareciam cerca de treze. Isso não pode ser real. De jeito nenhum!". No entanto, as Spice Girls conseguiram impressioná-lo. Elas cantaram algumas de suas canções, mas nem Watkins nem Wilson particularmente gostam das canções, exceto por uma música que o grupo escreveu com Richard Stannard e Matt Rowe, chamado "Feed Your Love", que a dupla achava "sombria e legal". Uma sessão de composição foi marcada nos próximos dias.

## Escrita e gravação
A sessão de composição, realizada no estúdio do Absolut, localizado na Ilha de Tagg, perto de Chertsey, não pareceu bem no início, já que a dupla estava fortemente indo para algo mais R&B, predominante na época, enquanto o grupo de Wilson, ia para algo "sempre muito pop". Após duas sessões, a dupla telefonou para os empresários e disse-lhes que a associação musical entre eles e o grupo não estava funcionando. Neste ponto, a dupla ouviu "Wannabe" pela primeira vez, Wilson lembra: "Nós a escutamos, e nós não entendemos bem aquilo. Era tão diferente do que estávamos fazendo. Nós pensamos: "Como é isso? Vamos trabalhar?, Não somos as pessoas certas para trabalhar com essa banda." Para a próxima sessão, o grupo queria escrever algo mais uptempo e um pouco mais divertido. Chegou um disco completo, e "Who Do You Think You Are" evoluiu a partir daí. Wilson comentou sobre essa sessão:

Enquanto elas estavam escrevendo, elas também estavam preparando uma coreografia, construindo o clipe, tudo ao mesmo tempo, que escrevi-amos a música. E foi quando a ficha caiu. Elas dizem que a mãe da invenção, está copiando alguém e estávamos fazendo isso errado. O som estava ficando muito R&B, o que não era certo.

"Who Do You Think You Are" e três outras faixas escritas pelo grupo e Absolut, apareceram no álbum Spice. As músicas foram produzidas e gravadas na maior parte no Olympic Studios em Barnes, Londres. Neste momento, o uso do autotune não estava disponível e a maioria dos vocais foram gravados com poucos ajustes feitos posteriormente, como Wilson lembra: "Por causa do fato de que não estávamos usando computadores, tivemos que trabalhar muito. Ficamos na cabine de gravação por horas, porque nós apenas tínhamos que encontrar o caminho certo".

## Composição
"Who Do You Think You Are" é uma música dance-pop uptempo, com influências Europop, do início dos anos 90, e uma batida de discoteca, que se assemelha à música do final dos anos 70. Está descrito na nota de Fá menor, com uma assinatura de tempo definida no tempo comum e se move em um ritmo rápido de 120 batimentos por minuto.
A música é construída em uma forma de verso-pré-coro, com uma ponte antes do terceiro e último coro. Começa com uma introdução instrumental, com uma progressão de acordes simples de F♯m7-G♯m7, que também é usada durante os versos. No primeiro verso, Geri Halliwell e Emma Bunton cantam as letras de maneira irônica, então a progressão da corda muda para G7-Bm-G7-Bm-G7-F♯m7 durante o pré-coro, que apresenta os vocais proeminentes de Melanie Chisholm. Após o refrão, o mesmo padrão ocorre durante o segundo coro, com Victoria Beckham e Melanie Brown, cantando o segundo verso. Então o grupo canta a ponte, o pré-coro e repete o coro até que a música gradualmente se desaparece, com Mel C cantando "Groove It!", enquanto Chisholm canta a alta harmonia.
A inspiração para as letras vem de algumas das pessoas que o grupo conheceu na indústria da música, também sobre sobre a presunçosa vida de superstar e como alguém pode ficar preso no mundo da fama, bem como a clássica canção de 1971, "Superstar (Remember How You Got Where You Are)", do Temptations.

## Recepção

### Critica
"Who Do You Think You Are" foi em sua maioria bem recebida pelos críticos de música contemporânea. Em uma revisão do álbum de estréia do grupo, Spice, Chuck Campbell da Star-News, disse que é "uma música de dança assustadora". Daniel Incognito da Sputnikmusic, disse que, com um "coro de dinamite que harmoniza as vozes das meninas, "Who Do You Think You Are" ainda é relevante atualmente", ele acrescentou que "cada menina se destaca em suas partes de solo" e acreditava que Chisholm "fornece [Um] delicioso contraste, com suas letras altas e espirituosas". O The Daily Mirror chamou a música de "um número de disco completo, que chegaria ao Nu. 1, mesmo que não fosse pelas Spice Girls e mesmo que não estivessem dando todo o dinheiro ao Comic Relief".
Melissa Ruggieri, do Richmond Times-Dispatch, criticou a faixa, referindo-se a ela como "uma explosão rápida de vapid de pelúcia". Jason Elias, da Allmusic, elogiou os vocais de Chisholm e a chamou de "a estrela do show". Ele também disse que "Who Do You Think You Are" é "uma das suas canções mais fortes e subestimadas", acrescentando que "é uma prova de que as Spice Girls costumavam ser mais experientes, destilando diferentes gêneros e estilos do que seus homólogos americanizados". Em uma revisão do álbum de compilação do grupo em 2007 Greatest Hits, Talia Kraines da BBC Music, chamo-a de "sua peça de resistência [...] [que] ainda consegue tocar nas pistas de dança".

### Comercial

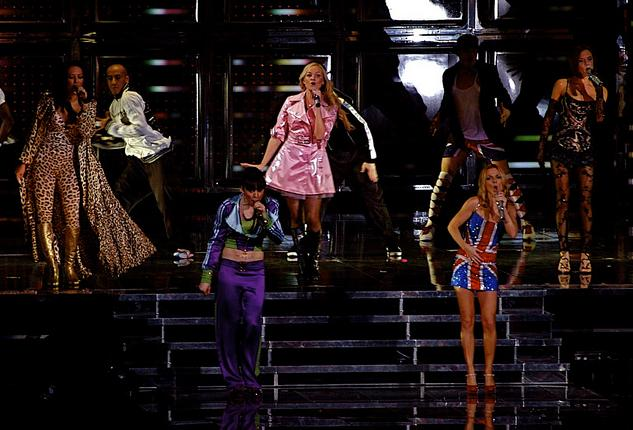
O grupo que cantando "Who Do You Think You Are", no Air Canada Centre em Toronto, durante a turnê The Return of the Spice Girls, usando roupas parecidas as antigas roupas de assinatura do grupo.

"Who Do You Think You Are" foi lançado no Reino Unido como um single duplo com "Mama" em 3 de março de 1997. Ele estreou no UK Singles Chart no número um, com vendas de 248.000 cópias, tornando-se o quarto número um consecutivo do grupo na parada. Isso fez das Spice Girls o primeiro grupo na história das paradas do Reino Unido, para que seus primeiros quatro singles alcançassem o número um, quebrando o recorde de Gerry & The Pacemakers, Frankie Goes to Hollywood, Jive Bunny and the Mastermixers e Robson & Jerome, com três números uns, cada um. Passou três semanas no número um, nove semanas no top quarenta, quinze semanas no top setenta e cinco, e vendeu 732,000 cópias, até março de 2017, obtendo uma certificação de platina pela British Phonographic Industry (BPI ).
"Who Do You Think You Are" teve sucesso comercial na Europa. Ele alcançou o número três no Eurochart Hot 100, e foi executado de forma semelhante em outras paradas europeias. Tornou-se o terceiro número um do grupo na Irlanda, e atingiu o pico dentro dos dez melhores da Bélgica (parada de Flandres e da França), Alemanha, Holanda, Suécia e Suíça. Na França, "Who Do You Think You Are" foi lançado como um single independente em junho de 1997. Ele estreou e atingiu o pico no número dezesseis, e ficou dez semanas na parada. Em dezembro de 1997, foi certificada em prata pelo Syndicat National de l'Édition Phonographique (SNEP).
Na Nova Zelândia, estreou em 23 de março de 1997 no número dez, enquanto seus três primeiros singles desceram lentamente da parada. Ele alcançou o número seis e ficou quinze semanas no gráfico. Na Austrália, não funcionou tão bem quanto os lançamentos anteriores. Em julho de 1997, estreou no singles chart no número treze, mas não conseguiu atingir uma posição mais alta e deixou a parada após quatorze semanas.

## Videoclipe

As Spice Girls e The Sugar Lumps em uma cena da segunda versão do clipe da música "Who Do You Think You Are", criado para a emissora Comic Relief, em 1997.

O videoclipe de "Who You Think You Are" foi dirigido em fevereiro de 1997, por Gregg Masuak e filmado em um teatro, localizado no norte de Londres. Possui as Spice Girls cantando e dançando solo na frente de vários fundos coloridos, enquanto filmado com uma Steadicam. Outras cenas mostram o grupo se apresentando em um palco na frente de uma multidão energética. Além disso, há muitos artistas no fundo fazendo truques incomuns. Chisholm escreveu sobre o cena: "Nós filmamos o vídeo para "Who You Think You Are!", em um clube realmente louco, um mergulho real. Os banheiros eram horríveis e nós precisávamos fazer nossa maquiagem em um Winnebago. Foi excelente, porém eu acho que foi o meu clipe favorito, porque era tão divertido. Eu me senti como uma boa estrela do pop. [...] Foi exatamente como você se imagina quando você é jovem ".
Uma segunda versão do vídeo (conhecida como a versão Sugar Lumps), adiciona uma versão satírica das Spice Girls, interpretadas por Kathy Burke, Dawn French, Llewella Gideon, Lulu e Jennifer Saunders foi filmado para o "Red Nose Day" de 1997 Comic Relief, um dos dois eventos do teleton de alto perfil, realizados no Reino Unido. O vídeo começa com o Sugar Lumps, enquanto as alunas se cansam de serem as Spice Girls e terminam com eles juntando-se ao grupo no palco, enquanto dançam e dublam a música. Halliwell comentou sobre a cena: "As mulheres eram todas muito calorosas, engraçadas e agradáveis. A coisa mais estranha sobre isso era ver Jennifer Saunders. Ela parecia exatamente comigo e todos disseram que achavam que ela era eu. Era igualmente bizarro, Tudo, era assustador, eu realmente fiz isso?".

## Performances ao vivo

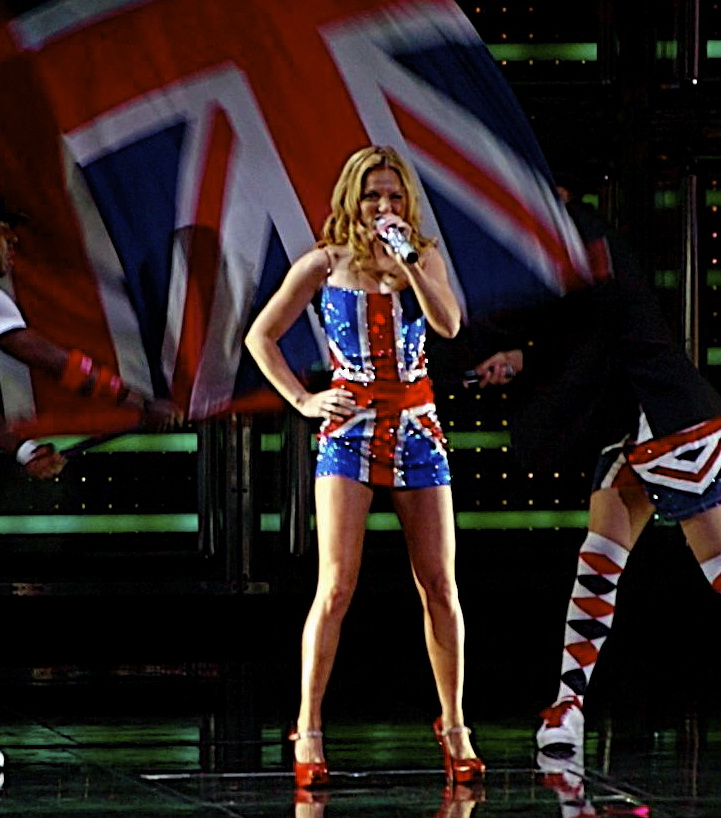
Halliwell, performando "Who Do You Think You Are" no Air Canada Centre em Toronto, usando uma roupa parecida sua antiga roupa de assinatura, desenhada por Roberto Cavalli.

A música foi cantada nas emissoras de televisão do Reino Unido e na Europa Continental, incluindo An Audience with..., Top of the Pops, Bravo Supershow, o Royal Variety Performance de 1997 e o "Red Nose Day" do Comic Relief em 1997, ao lado dos Sugar Lumps.
Em fevereiro de 1997, o grupo cantou a canção no BRIT Awards de 1997. Elas começaram os ensaios alguns dias depois de retornarem ao Reino Unido, de uma turnê promocional nos EUA, com a coreógrafa Priscilla Samuels, que trabalhou com o grupo por recomendação de Fuller. Em 24 de fevereiro de 1997, em frente a mil pessoas no Centro de Exposições de Earls Court, o grupo abriu o show com uma versão resumida de "Who Do You Think You Are". Halliwell usou, um mini vestido de cor preta com um Union Jack na frente e um símbolo da paz branco, na parte de trás, fez a primeira página de vários jornais e até hoje é lembrado como um dos símbolos mais icônicos da Cool Britannia. Para a Return of the Spice Girls, o designer de moda italiano Roberto Cavalli desenhou para Halliwell, um novo vestido para Union Jack, modelado no original. A nova versão apareceu um pouco mais e a bandeira foi feita de strass e cristais Swarovski. Treze anos depois, no BRIT Awards, a performance do grupo em "Who Do You Think You Are", ganhou o prêmio de desempenho mais memorável do BRITS, nos últimos trinta anos.
Em outubro de 1997, o grupo o interpretou como a segunda música do seu primeiro concerto ao vivo na arena Abdi İpekçi em Istambul, Turquia. O desempenho foi transmitido no Showtime, em um evento pay-per-view intitulado Spice Girls in Concert Wild!, e foi posteriormente incluído na versão do VHS e DVD Girl Power! Viver em Istambul. As Spice Girls cantaram a música em suas três turnês, o Spiceworld Tour, Christmas in Spiceworld Tour e The Return of the Spice Girls. A performance no concerto final Spiceworld Tour, pode ser encontrada no vídeo: Spice Girls Live at Wembley Stadium, filmado em Londres, em 20 de setembro de 1998. Permaneceu no set-list ao vivo do grupo, após a partida de Halliwell. O primeiro verso originalmente foi cantado por Halliwell com Bunton. Após a saída de Halliwell, suas partes foram cantadas por Chisholm na Spiceworld Tour e Brown no Natal na Christmas in Spiceworld Tour.

## Faixas e formatos
Estes são os formatos e faixas dos principais singles lançados de "Who Do You Think You Are".
| - CD2 Britânico / CD2 Australiano / CD2 Europeu / CD Sul-Africano 1. "Who Do You Think You Are" (versão de rádio) – 3:44 2. "Mama" (versão de rádio) – 3:40 3. "Who Do You Think You Are" (Morales Club Mix) – 9:30 4. "Who Do You Think You Are" (Morales Dub Mix) – 7:00 - CD francês 1. "Who Do You Think You Are" (versão de rádio) – 3:44 2. "Who Do You Think You Are" (instrumental) – 3:44 | - 12" promo britânico vinil single 1. A1: "Who Do You Think You Are" (Morales Club Mix) – 9:30 2. B1: "Who Do You Think You Are" (Morales Club Dub) – 7:00 3. B2: "Who Do You Think You Are" (Morales Bonus Mix) – 4:40 - Mini vinil italiano de 12" 1. A1: "Who Do You Think You Are" (Morales Club Mix) – 9:30 2. A2: "Who Do You Think You Are" (Morales Bonus Mix) – 4:40 3. B1: "Mama" (album version) – 5:03 4. B2: "Who Do You Think You Are" (Morales Club Dub) – 7:00 |

## Desempenho nas tabelas musicais
| Chart (1997)                              | Maior posição |
| ----------------------------------------- | ------------- |
| Alemanha (German Singles Chart)           | 4             |
| Austrália (Australian Singles Chart)      | 13            |
| Bélgica (Belgian Ultratop 50 (Flanders))  | 10            |
| Bélgica (Belgian Ultratop 40 (Wallonia))  | 7             |
| Escócia (Scottish Singles Chart)          | 1             |
| Europa (European Hot 100 Singles)         | 3             |
| França (French Singles Chart)             | 16            |
| Irlanda (Irish Singles Chart)             | 1             |
| Itália (Italian Singles Chart)            | 26            |
| Noruega (Norwegian Singles Chart)         | 12            |
| Nova Zelândia (New Zealand Singles Chart) | 6             |
| Países Baixos (Dutch Top 40)              | 2             |
| Reino Unido (UK Singles Chart)            | 1             |
| Suécia (Swedish Singles Chart)            | 5             |
| Suíça (Swiss Singles Chart)               | 6             |

| Chart (1997)                    | Maior posição |
| ------------------------------- | ------------- |
| Alemanha (German Singles Chart) | 46            |